# Can Rufí (Caldes de Malavella)
Can Rufí és una masia datada del segle XVI-XX situada just a la sortida del nucli urbà de Caldes de Malavella (Selva), passada la Rambla d'en Rufí a qui ha donat nom. És una obra inclosa en l'Inventari del Patrimoni Arquitectònic de Catalunya.

## Descripció
La masia té planta baixa, pis i golfes, teulada a doble vessant als laterals, i ràfec doble. Sobre la porta d'entrada d'arc de llinda, un escut. Al pis, destaquen les finestres renaixentistes amb guardapols amb elements ornamentals de suport (rostres i petxines). Als laterals, annexes a l'edifici, trobem dependències.